# Ясинский, Феликс Станиславович
Фе́ликс Станисла́вович Яси́нский (15 (27) сентября 1856, Варшава — 18 (30) ноября 1899, Санкт-Петербург) — русский учёный-механик и инженер, специалист в области строительной механики.

## Биография
Феликс Ясинский родился 15(27) сентября 1856 года в городе Варшаве в семье нотариуса земской канцелярии.
Образование получил во 2-й Варшавской классической гимназии (1872) и в Институте инженеров путей сообщения (1877).
В 1878 году поступил на службу в главное общество российских железных дорог, на Варшавскую дорогу, где занимал различные должности и, между прочим, состоял начальником санкт-петербургской дистанции.

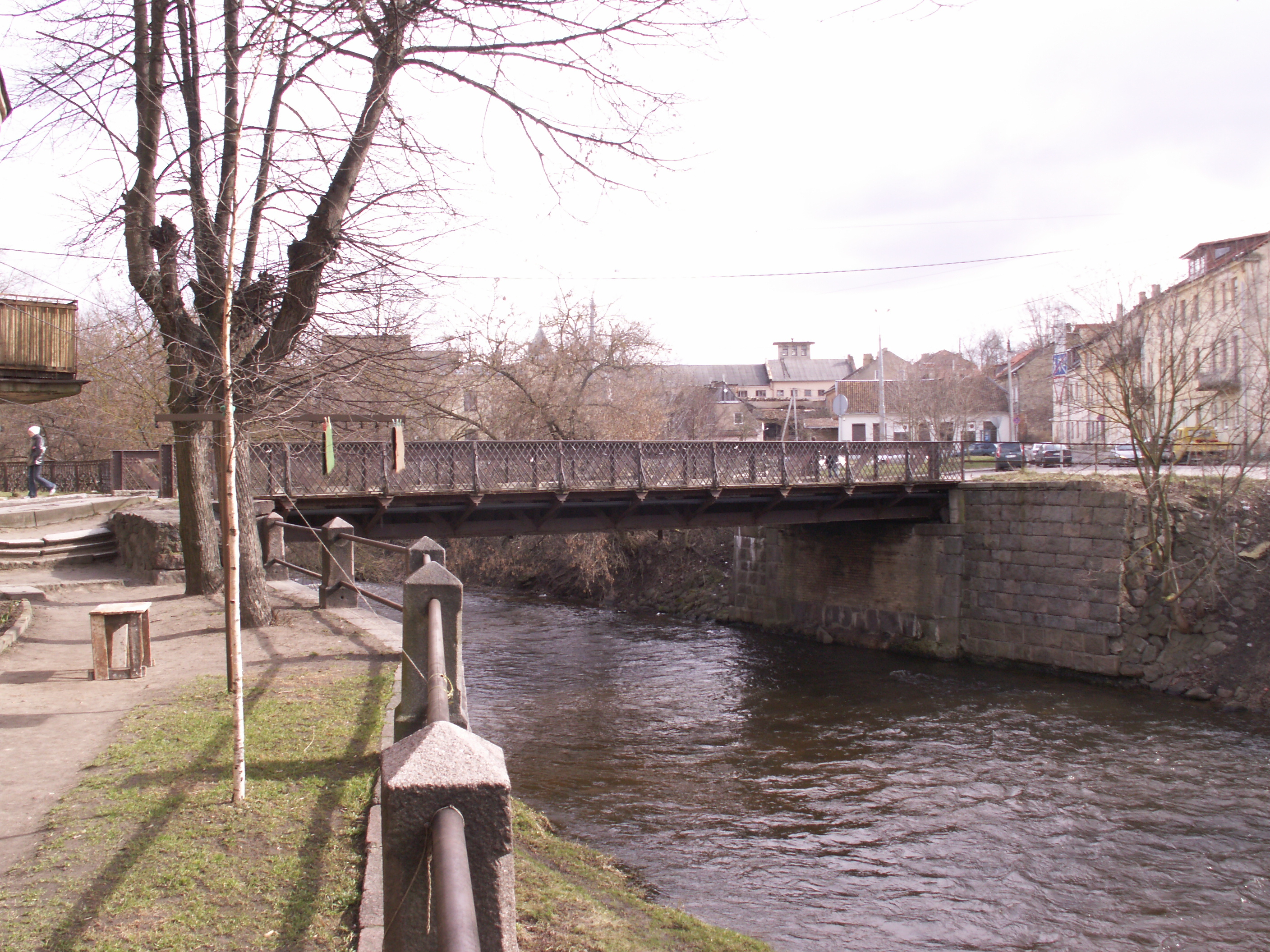
Поплавский мост и укреплённые берега Вильни (Вилейки)

С 1880 по 1888 год Ясинский занимал также должность виленского городского инженера, причём работы его много способствовали благоустройству города. Главнейшие его работы в городе Вильно — регулирование и укрепление берегов реки Вилейки, водоснабжение и канализация части города, постройка Зареченского и Поплавского мостов через Вилейку. По проекту Ясинского был реконструирован дворец графа Игнацы Кароль Корвин-Милевского, ныне дворец Союза писателей Литвы. После отъезда Ясинского из Вильно в 1888 году реконструкцию завершал Юлиан Янушевский.
Из работ Ясинского в должности начальника Санкт-Петербургской дистанции отметим: перестройку железного моста через реку Ижору, устройство электрического освещения на станции Гатчино и постройку гатчинского навеса по системе трехшарнирных арок, впервые применённых в России.
В 1890 году Ясинский перешёл на Николаевскую железную дорогу начальником технического отдела, а затем с 1892 году помощником главного инженера (в 1894 году переименован помощником начальника службы пути и зданий). Под руководством Ясинского был составлен ряд проектов по разным отраслям инженерного дела, а именно: расширение паровозных мастерских на Александровском заводе с устройством железных стропил по уравновешенной системе, предложенной Ясинским и получившей значительное распространение в России, новые мастерские для пассажирских и товарных вагонов с устройством пилообразных стропил по новой системе, принадлежащей Ясинскому, водоснабжение этого завода.
Многие из этих сооружений были описаны в «Известиях собраний инженеров путей сообщения», где в 1893 году напечатана статья Ясинского «Применение уравновешенных ферм к железным стропилам» (изд. и отдельно СПб., 1893).
Ясинский принимал живое участие в составлении «Очерка эксплуатации Николаевской железной дороги главным обществом российских железных дорог», в котором ему принадлежит значительная часть статей. Ясинский состоял с 1892 года редактором «Известий собраний инженеров путей сообщения», в которых был помещен ряд его статей: «Опыт развития теории продольного изгиба» (1892 и отдельно, СПб., 1893); «Заметка о рельсовых стыках на мостах в связи с вопросом о вертикальных колебаниях ферм» (1893); «К вопросу о сопротивлении решетчатых ферм выпучиванию» (1893); «Влияние торможения поездов на прочность проезжей части железных мостов» (1894); «К вопросу о разложении сложных статически определимых ферм на простые системы» (1898); «Опыт общей теории равновесия сооружений» (1899).
В 1894 году Ясинский за сочинение «О сопротивлении продольному изгибу» (СПб., переведено на французский и польский языки) удостоен институтом путей сообщения императора Александра I звания адъюнкта.
Ясинский занимал кафедры строительной механики в Институте путей сообщения, Горном институте и Институте гражданских инженеров. В Сборнике Института путей сообщения Ясинский напечатал ряд статей: «Геометрическое доказательство теоремы Кориолиса», «Расчёт шарнирного многоугольника с вершинами, скользящими по неподвижным прямым» и др. Оставшиеся литографированные записки по строительной механике и теории упругости изданы Институтом путей сообщения после его смерти. Ср. «Известия собрания инженеров путей сообщения» (1899 год, некролог).

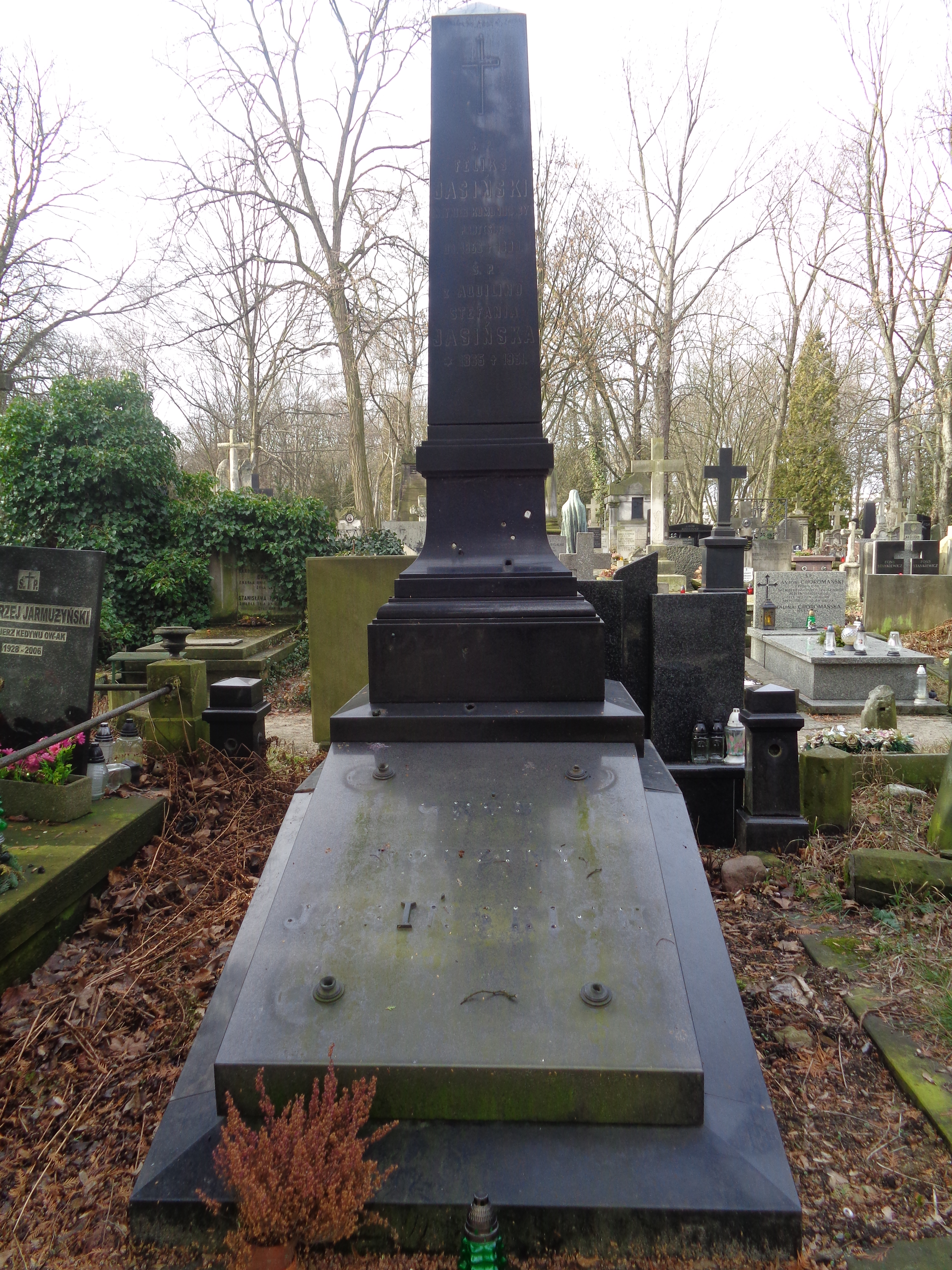
Могила на Повонзковском кладбище